# セッターラ
セッターラ（伊: Settala）は、イタリア共和国ロンバルディア州ミラノ県にある、人口約7,300人の基礎自治体（コムーネ）。

## 地理

### 位置・広がり

#### 隣接コムーネ
隣接するコムーネは以下の通り。括弧内のLOはローディ県所属を示す。
- コマッツォ (LO)
- リスカーテ
- メディリア
- メルリーノ (LO)
- パンティリアーテ
- パウッロ
- ローダノ
- ヴィニャーテ

### 地震分類
イタリアの地震リスク階級 (it) では、3 に分類される
。

## 行政

### 分離集落
セッターラには、以下の分離集落（フラツィオーネ）がある。
- Settala, Caleppio, Premenugo

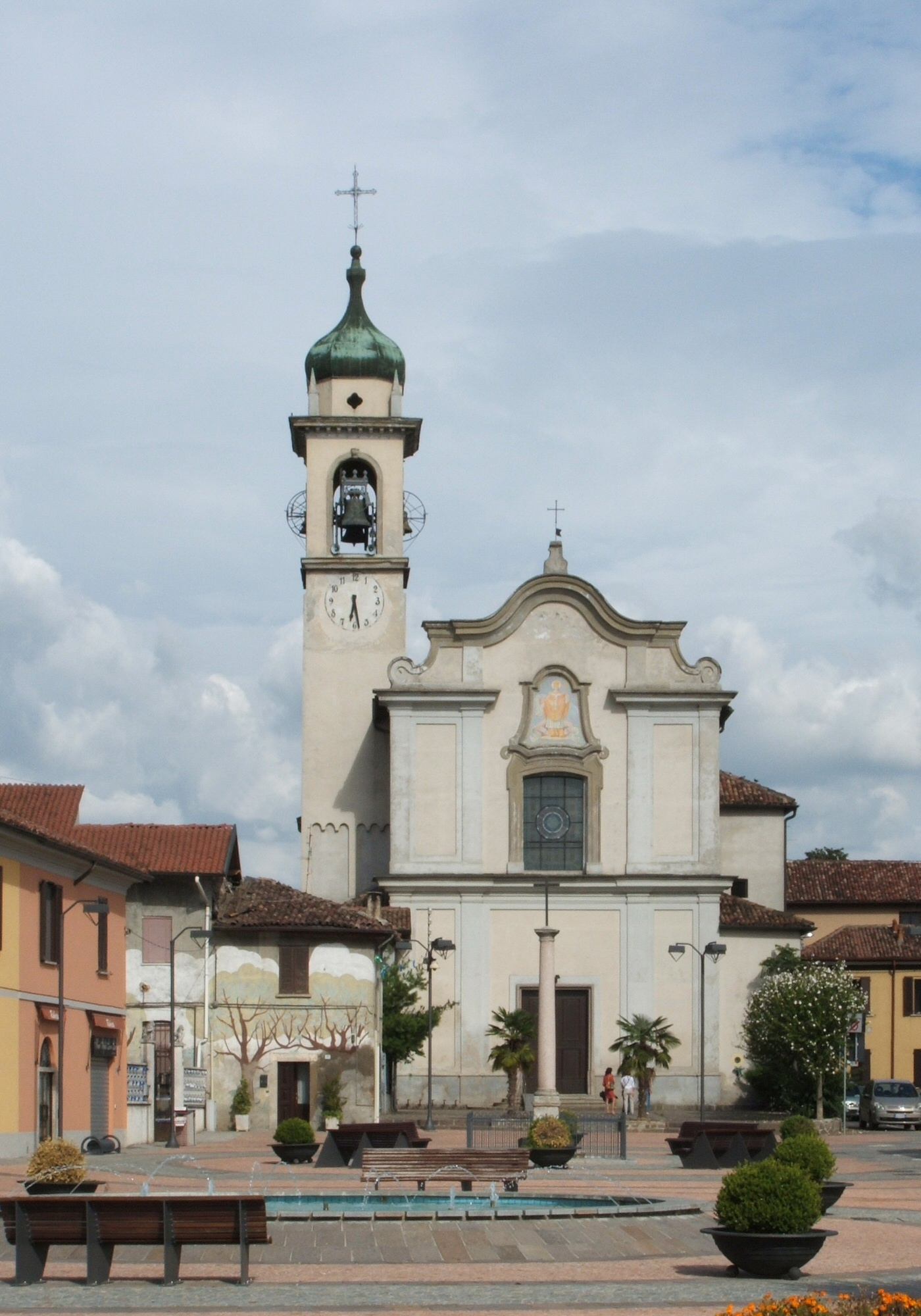
Chiesa parrocchiale di sant'Ambrogio